# Kirkenes
Kirkenes est une localité du nord de la Norvège, située dans le comté de Finnmark et faisant partie de la commune de Sør-Varanger.

## Géographie
La ville, qui compte près de 5 000 habitants, est la dernière avant la frontière russe, située à 60 km vers l'est en direction de Mourmansk, le principal port de la mer de Barents, qui se trouve à 200 km. Cependant, au sud-est de la ville, cette frontière ne se trouve qu'à 7 km. Quant à la frontière finlandaise, elle se situe 35 km au sud-ouest de la ville.
L'express côtier y atteint son terminus avant de redescendre vers Bergen. La ville s'est développée à partir de 1906, date à laquelle des mines de fer ont commencé à être exploitées par la compagnie Sydvaranger A/S. Le développement des activités minières, énergétiques et forestières, ainsi que l'ouverture de la frontière avec la Russie et la réparation navale en font un port assez prospère.

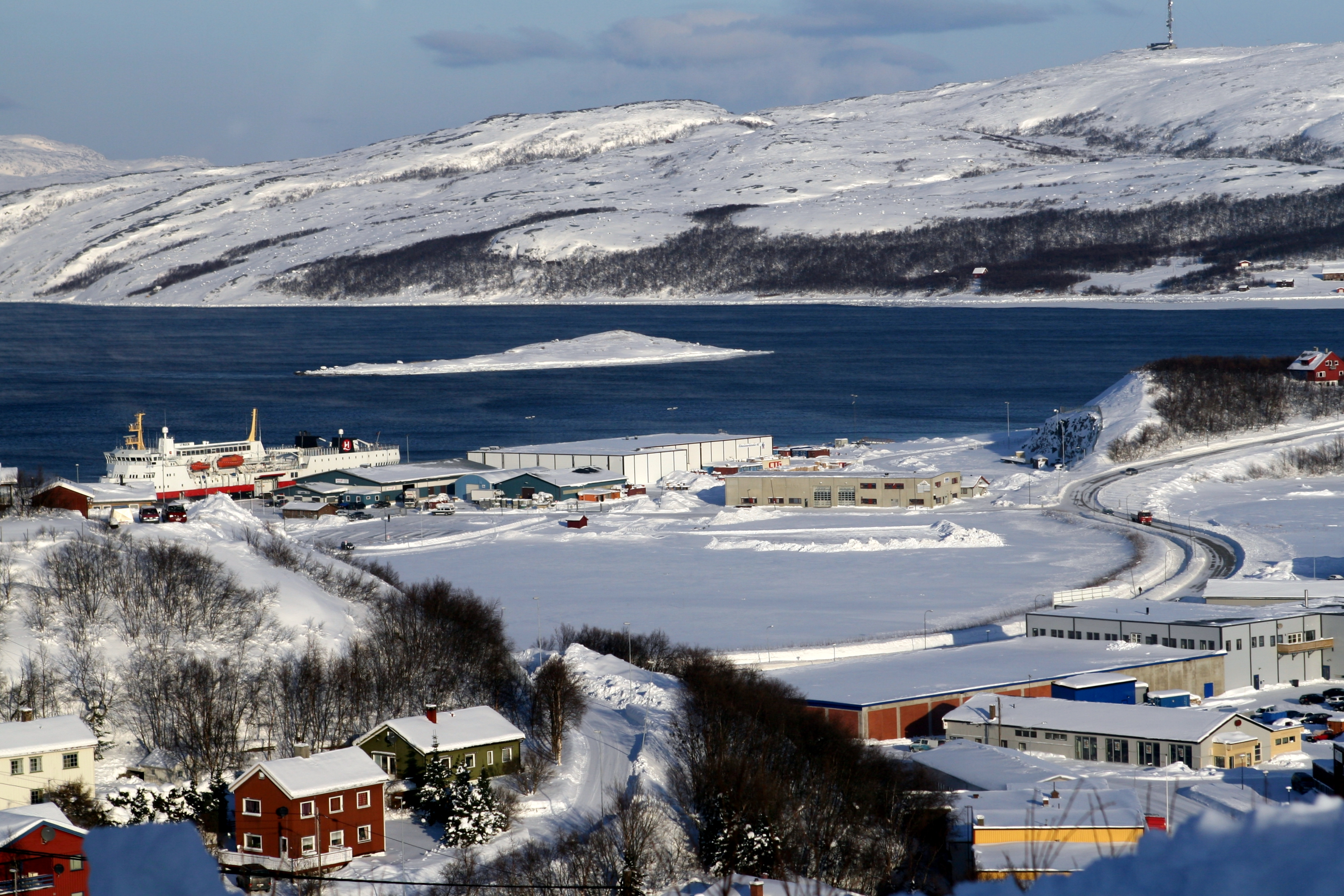
M/S Lyngen à quai dans le port

Un « marché russe » s'y tient le dernier jeudi de chaque mois.
Depuis l'invasion de l'Ukraine par la Russie, ce droit de passage exceptionnel n'existe plus,.

## Histoire
La région autour de Kirkenes était un district commun norvégien-russe jusqu'en 1826, date à laquelle la frontière actuelle a été fixée. Le nom original de la péninsule était Piselvnes (« promontoire de la rivière Pis »), mais il a été changé en Kirkenes (qui signifie « promontoire de l'église ») après la construction de l'église de Kirkenes en 1862. Kirkenes a été un village jusqu'en 1998, date à laquelle il a reçu le statut de ville.

### Seconde Guerre mondiale
Pendant l'occupation de la Norvège par l'Allemagne nazie, Kirkenes était l'une des nombreuses bases de la Kriegsmarine allemande et du Jagdgeschwader 5 de la Luftwaffe, et à part cela, la région a servi de base principale pour l'approvisionnement du front de Mourmansk (voir Guerre de Laponie).
Kirkenes serait la deuxième ville d'Europe après Malte sur la liste des villes ayant subi des attaques aériennes, avec plus de 1 000 alertes et 320 attaques aériennes. La ville est reprise par l'Armée rouge le 25 octobre 1944 lorsque la Wehrmacht allemande est repoussée et fuit la région après avoir détruit la plupart des infrastructures restantes. Seules 13 maisons survivent à la guerre.
Près de la ville se trouve un mémorial à la mémoire de onze combattants de la liberté qui ont aidé les partisans à recueillir des informations sur l'occupation allemande. Durant l'été 1943, leurs activités découvertes, beaucoup d'entre eux sont envoyés dans un camp de prisonniers de guerre près de Kirkenes. À la suite d'une cour martiale, les onze combattants sont condamnés à mort et exécutés près du lieu de commémoration le 18 août 1943. Lorsque la fosse commune est ouverte en 1946, on découvre que les hommes ont été battus à mort. Après l'autopsie et le service commémoratif, les corps sont ramenés à leur lieu de résidence.

## Géologie
Dans le cadre de recherches infructueuses d'une roche diamantifère, la kimberlite, les scientifiques ont découvert un minéral, le zircon, âgé de 3,69 milliards d'années. Cette datation laisse entrevoir que la région de Kirkenes, qui faisait partie du bouclier scandinave appelé Baltica, serait le point le plus vieux du continent européen.

## Sport
La ville compte un club de football, le Kirkenes IF (en).

## Dans la culture
- Le port de Kirkenes est la destination du navire dans le roman de Georges Simenon, Le Passager du Polarlys. En marge de son intrigue policière, l'écrivain donne une description détaillée des écueils de navigation qui s'interposaient dans les années 1930 sur la ligne Hambourg-Kirkenes.
- Kirkenes  (ISBN 2354190441) est le titre d'une bande dessinée de Jonathan Châtel et Pierre-Henry Gomont. Publiée en 2011 chez Les Enfants rouges, elle se déroule en Norvège - notamment à Kirkenes.

## Musées
- Musée Savio